# Deh-e Qasem
Deh-e Qasem (în persană ده قاسم, de asemenea, romanizat ca Deh-e Qāsem) este un sat din districtul rural Baladarband, în districtul central al județului Kermanshah, provincia Kermanshah, Iran. La recensământul din 2006, populația sa era de 104 de locuitori, în 26 de familii.